# L'eredità (film 1930)
L'eredità (The Laurel-Hardy Murder Case), conosciuto anche nella versione doppiata da Franco Latini e Carlo Croccolo col titolo I vagabondi, è un cortometraggio del 1930 con Stanlio & Ollio.

## Trama
Stanlio ed Ollio sono seduti sulla banchina di un molo a pescare. Da un pezzo di giornale usato per incartare il pesce, Ollio apprende che è morto Belisario Laurel (o Ebenizer, nella versione doppiata da Melazzi-Maggi) e che il suo testamento per un lascito di un'eredità da tre milioni di dollari verrà letto quella sera stessa alle 8. I due, con l'intenzione di accaparrarsi tutto il cospicuo patrimonio in modo così da non lavorare più per il resto della loro vita, poiché Stanlio essendo anch'egli un Laurel è quindi un potenziale erede, giungono alla casa dove si sono recati anche altri parenti per la lettura del testamento, in cui regna un'aria cupa e tetra. Belisario Laurel, tuttavia, non è morto di morte naturale, ma è stato ucciso e, prima della lettura del testamento, un commissario avrebbe indagato per scovare il misterioso assassino, tra tutti i parenti presenti quella sera. Tutti se ne vanno a dormire, impauriti al pensiero che tra i presenti vi sia un assassino. Man mano che la notte avanza, il sinistro maggiordomo avverte puntualmente le persone presenti nella casa a recarsi nello studio, comunicandole delle fittizie telefonate per loro; queste giungono al ricevitore, ma subito dopo spariscono nel nulla, dopo aver lanciato un urlo. Anche Stanlio ed Ollio vengono chiamati ed anche loro vanno al telefono, ma i due scoprono il trabocchetto: alzando la cornetta, si abbassa la sedia su cui vi si siede il malcapitato, facendolo precipitare nei sotterranei della villa. Improvvisamente, dal muro sbuca un uomo che tenta di pugnalare Ollio, il quale comincia ad ingaggiare col vero assassino una strenua lotta; alla fine il tutto risulterà essere soltanto un sogno di Ollio, poiché, azzuffandosi con Stanlio, si ritroverà sullo stesso molo per poi cadere in acqua.

## Produzione
Il corto è stato interamente girato nei vecchi Hal Roach Studios di Culver City, California.